# Sommersangeren
Sommersangeren är ett musikalbum med Finn Kalvik, utgivet 2010 av musikbolaget DaWorks Music Publishing och är en samling av sångar med temat sommar. Albumet innehåller sju nyinspelade låtar (spår 1, 3, 4, 6, 8, 9, 13) och tidigare utgivna låtar. Några av dessa är nyinspelade och några remixade och remastrade. Tre bonuslåtar, "Velkommen - farvel", "Sommerfugl" och "Bare månen", gavs ut på strömmingstjänsten WiMP.

## Låtlista
1. "Sol inne, sol ute" (Finn Kalvik/Øystein Sunde) – 3:36
2. "Den ene dagen" (Inger Hagerup/Finn Kalvik) – 3:12
3. "Veronica" (Cornelis Vreeswijk/Finn Kalvik) – 3:45
4. "Feriebrev" (Finn Kalvik) – 3:12
5. "Badedammen" (Finn Kalvik/Erik Fosnes Hansen) – 4:05
6. "Strofe" (Inger Hagerup/Finn Kalvik) – 2:10
7. "Å være barn en sommerdag" (André Bjerke/Finn Kalvik) – 3:01
8. "Skogens sang" (Trad. arr. Bert Jansch/Finn Kalvik) – 3:51
9. "Fred og frihet" (Finn Kalvik) – 4:01
10. "Måken" (André Bjerke/Finn Kalvik) – 2:32
11. "Trøstevise" (Finn Kalvik/Benny Andersson/CajsaStina Åkerström) – 4:15
12. "Livets lyse side" (Finn Kalvik) – 3:41
13. "Oslo-sommer" (Inger Hagerup/Finn Kalvik) – 2:55
14. "Sommerøya" (Inger Hagerup/Finn Kalvik) – 3:09

## Medverkande
Musiker
- Finn Kalvik – sång, gitarr
- Stein Berge Svendsen – piano, keyboard, dragspel, harmonium
- CajsaStina Åkerström – sång (på "Trøstevise")
- Sigmund Vegge – gitarr
- Kristian Sveholm – basgitarr
- Gunnar Augland – trummor, percussion
- Øystein Sunde – sång, gitarr (på "Sol inne, sol ute", "Feriebrev")
- Lillebjørn Nilsen – sång, ukulele, munspel (på "Sol inne, sol ute", "Feriebrev")
- Björn J:son Lindh – flöjt (på "Feriebrev")

Produktion
- Stein Berge Svendsen – musikproducent, ljudtekniker
- Tomas Siqveland – musikproducent
- Tore Teigland – ljudtekniker, ljudmix
- Morten Lund – mastering
- Jørn Dalchow – omslagsdesign